# Зойлинген
Зойлинген (нем. Seulingen) — община в Германии, в земле Нижняя Саксония.
Входит в состав района Гёттинген. Подчиняется управлению Радольфсхаузен. Население составляет 1380 человек (на 31 декабря 2010 года). Занимает площадь 11,08 км².
| Год  | Население |
| ---- | --------- |
| 1990 | 1275      |
| 1995 | 1381      |
| 2000 | 1453      |
| 2005 | 1455      |
| 2010 | 1414      |